# Muguet buccal
 (janvier 2018).
Si vous disposez d'ouvrages ou d'articles de référence ou si vous connaissez des sites web de qualité traitant du thème abordé ici, merci de compléter l'article en donnant les références utiles à sa vérifiabilité et en les liant à la section « Notes et références ».
 Mise en garde médicale

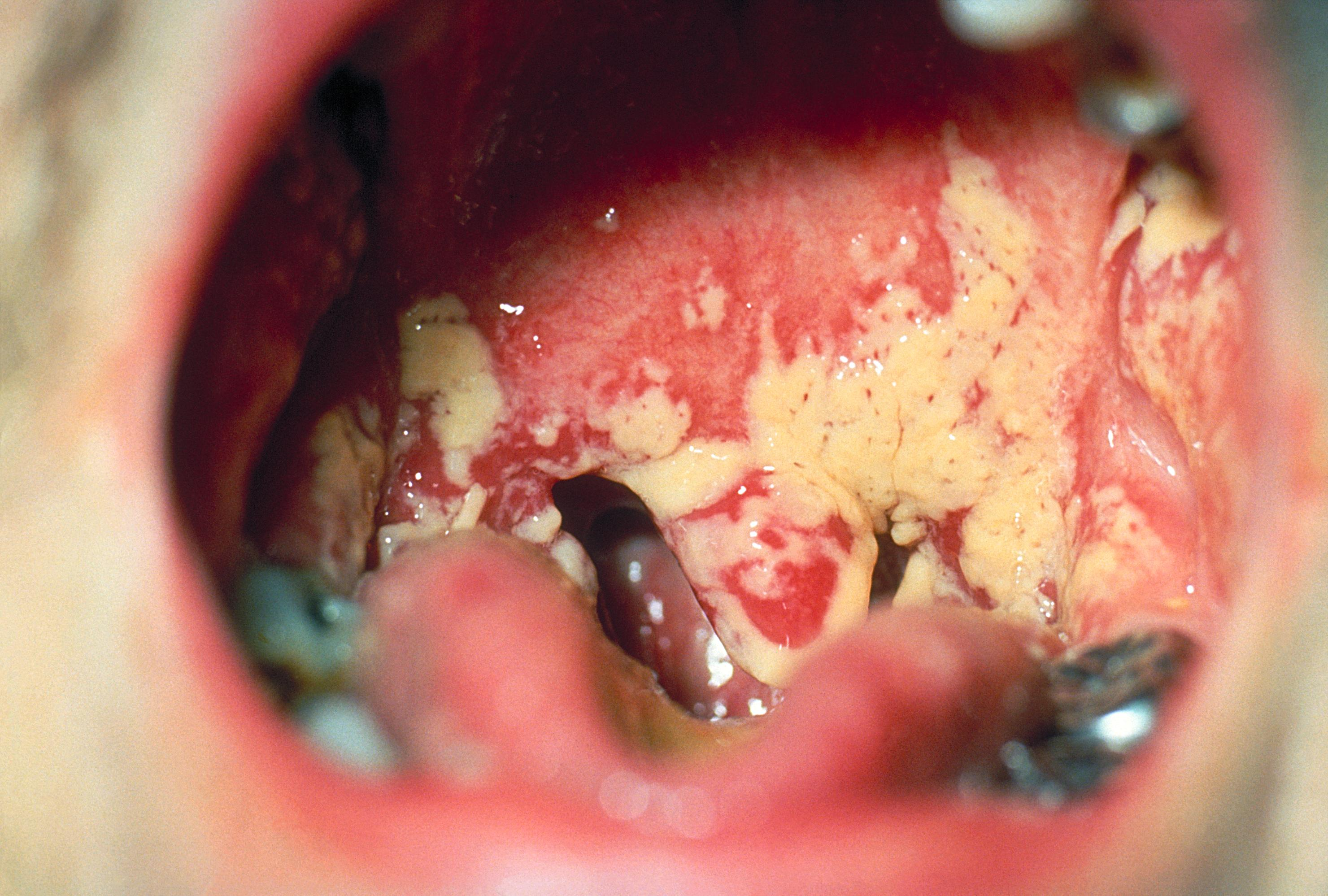
Candidose buccale provoquée par le champignon Candida albicans.

Le nom de muguet buccal est actuellement réservé aux candidoses oropharyngiennes qui sont les localisations cliniques de loin les plus fréquentes étant donné le territoire préférentiel des levures commensales.
Le muguet touche :
- les nourrissons, entre la naissance et le 2e mois, avant apparition de la salivation, et, plus tard, ceux qui sont entéritiques ou athrepsiques (l'athrepsie est un défaut d'assimilation chez les nourrissons, entraînant un amaigrissement et des complications graves ; terme inusité face à malnutrition, marasme ou Kwashiorkor) ;
- les adultes de tous âges mais affaiblis par une affection grave ou traînante (diabète, cancer, infection urinaire chronique avec sècheresse de la bouche) ;
- des individus sensibilisés par des thérapeutiques antibiotiques ou corticoïdes massives et maladroites ;
- des personnes traitées par immunosuppresseurs ou atteintes du SIDA.